# (500644) 2012 VR7
(500644) 2012 VR7 es un asteroide perteneciente al cinturón de asteroides, región del sistema solar que se encuentra entre las órbitas de Marte y Júpiter, descubierto el 15 de septiembre de 2006 por el equipo del Spacewatch desde el Observatorio Nacional de Kitt Peak, Arizona, Estados Unidos.

## Designación y nombre
Designado provisionalmente como 2012 VR7. 

## Características orbitales
2012 VR7 está situado a una distancia media del Sol de 3,155 ua, pudiendo alejarse hasta 3,475 ua y acercarse hasta 2,835 ua. Su excentricidad es 0,101 y la inclinación orbital 1,707 grados. Emplea 2047,61 días en completar una órbita alrededor del Sol.

## Características físicas
La magnitud absoluta de 2012 VR7 es 16,6. 